# روی بنمای و وجود خودم از یاد ببر
غزلی با مطلعِ «روی بنمای و وجود خودم از یاد ببر» غزل شمارهٔ ۲۵۰ از دیوانِ حافظ در تصحیحِ محمد قزوینی و قاسم غنی است.

## در اجراها
محمّدرضا شجریان و سیمین غانم در برنامهٔ شمارهٔ ۵۷۵ از مجموعهٔ گل‌های رنگارنگ این غزل را در آوازِ بیات اصفهان اجرا کرده‌اند.